# Mösjön (Skedevi socken, Östergötland)
Mösjön är en sjö i Finspångs kommun i Östergötland och ingår i Nyköpingsåns huvudavrinningsområde.